# Kościół Najświętszego Serca Pana Jezusa w Kluczborku

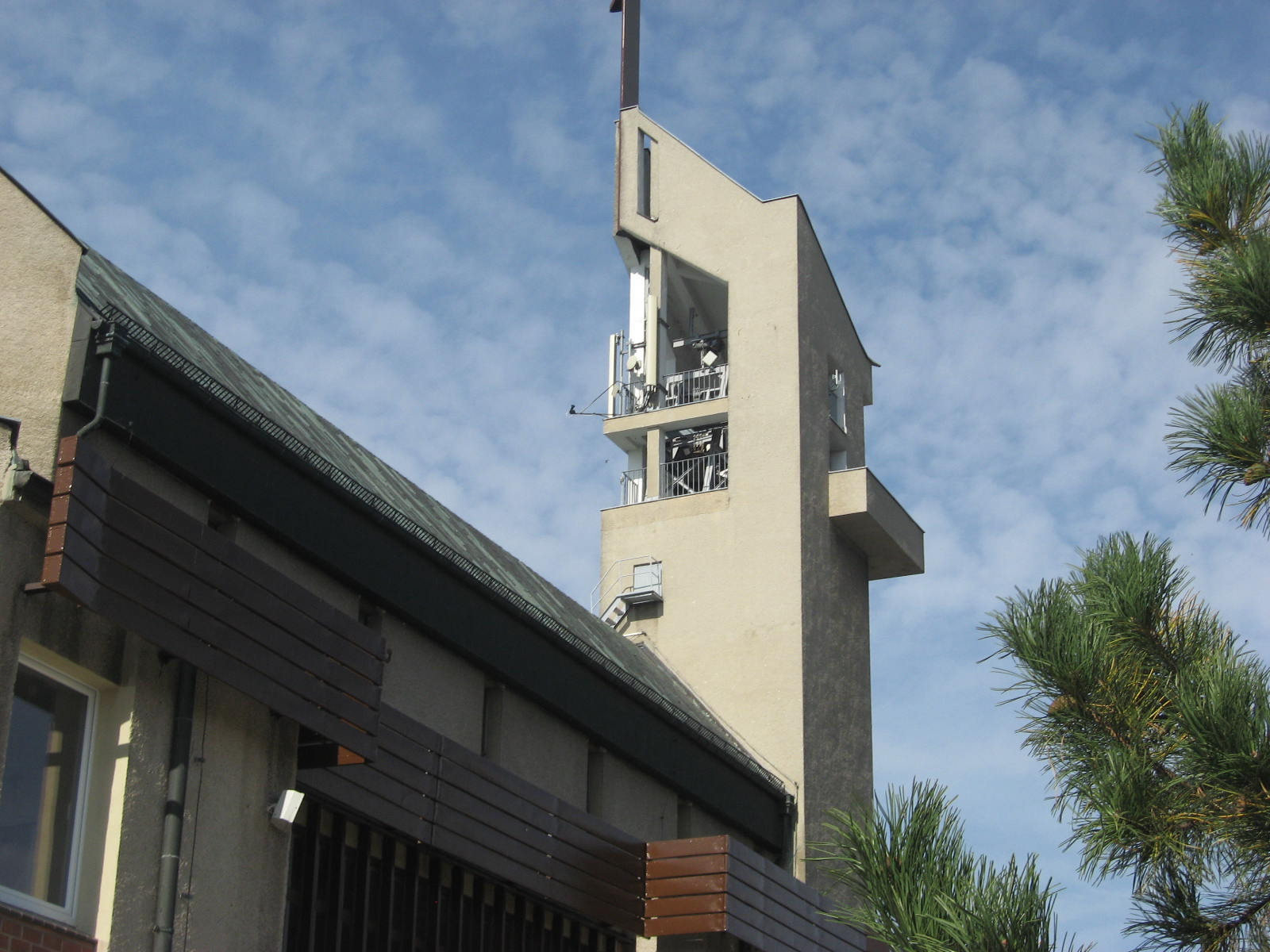
Wieża kościelna - widok od strony południowej

Kościół Najświętszego Serca Pana Jezusa – rzymskokatolicki kościół parafialny znajdujący się przy ulicy Jana Pawła II 7 w Kluczborku, drugi po kościele Matki Bożej Wspomożenia Wiernych w tym mieście. Budowę rozpoczęto w 1982, a zakończono 1987 roku.

## Historia

### Ks. Zygmunt Curzydło - pomysłodawca i inicjator budowy kościoła
Pierwszym pomysłodawcą i inicjatorem budowy drugiej świątyni w Kluczborku był ks. proboszcz Zygmunt Curzydło. W swoim zamyśle miał ks. Zygmunt monumentalny kościół ku czci Serca Pana Jezusa. Sam też naszkicował plan przyszłej świątyni. Nie zrealizował jednak tego przedsięwzięcia, bowiem 19 lipca 1976 r. zmarł.
Już w 1974 roku ks. Curzydło podjął starania o nabycie ziemi pod budowę nowego kościoła. Ziemię tę, położoną przy ul. XXX-lecia PRL (dzisiaj Jana Pawła II) wyraziły chęć ofiarowania: Maria Dzierżon i Aleksandra Kulesa z domu Dzierżon.
Umowa o przekazanie ziemi o powierzchni 3,5715 ha na rzecz parafii została spisana 15 grudnia 1974 r., lecz według ówczesnego prawa nie stanowiła dokumentu prawnego, ponieważ ziemia uprawna mogła być przekazana i przepisana jedynie osobie posiadającej kwalifikacje rolnicze. Pomimo trudności ks. Curzydło wystąpił do Urzędu Powiatowego - Wydziału Gospodarki Komunalnej, Przestrzennej, Ochrony Środowiska i Komunikacji w Kluczborku z pismem w sprawie wydania informacji o terenie, który miał być przeznaczony pod budowę przyszłego kościoła. Otrzymał jednak odpowiedź negatywną. Nie zrażony tym ponowił prośbę pięć miesięcy później i jednocześnie wysłał drugie pismo do Urzędu Powiatowego w Kluczborku - Wydziału Rolnictwa i Leśnictwa z prośbą o przeznaczenie wyżej wymienionych gruntów pod budowę kościoła, plebanii i na ogród warzywny. Urząd Powiatowy odpowiedział, że wniosek parafii nie jest zgodny z zatwierdzonym ogólnym planem zagospodarowania przestrzennego Kluczborka i dał odpowiedź negatywną. Ks. Curzydło 4 grudnia 1974 roku wysłał zażalenie na ręce wojewody opolskiego inż. Józefa Masnego. W piśmie tym obalił twierdzenie Urzędu Powiatowego w Kluczborku, jakoby teren proponowany pod budowę kościoła posiadał wysoką klasę gleby, podał równocześnie inne wyjaśnienie i uzasadnienie oraz fakt, że kuria biskupia w Opolu wystąpiła również do Urzędu Wojewódzkiego w Opolu z planem budowy kościoła na rok 1975, uwzględniając w tym również kościół kluczborski. Wojewoda opolski pismem z 19 grudnia 1974 roku zażalenie oddalił, podając różne przyczyny. Przypomniał również, że ksiądz Curzydło powinien zwrócić się do Kurii Diecezjalnej w Opolu o umieszczenie wspomnianej inwestycji w planie budownictwa sakralnego i kościelnego na rok 1975. Wszystkich tych formalności dopełniono już wcześniej.

### Ks. Jan Bagiński - dalsze starania
Na poznanie nowego proboszcza nie czekano zbyt długo. Ordynariusz opolski ks. bp Franciszek Jop 17 sierpnia 1976 r. mianował proboszczem w Kluczborku wicerektora Seminarium Duchownego w Nysie, ks. Jana Bagińskiego. Zdeterminowanie ks. Bagińskiego doprowadziło do tego, że w ciągu kilku lat zakończono budowę kaplicy w Ligocie Górnej. Kościół parafialny został odmalowany, a pokrycie dachowe odremontowane.
Mimo różnego rodzaju trudności stawianych przez władze administracyjne w sprawie terenu pod budowę kościoła, fakt ten zostaje częściowo rozwiązany w roku 1978. 20 stycznia 1978 roku ziemia o powierzchni 3,5715 ha została przekazana przez dotychczasowe właścicielki Marię Dzierżon i Antoninę Kulesa na rzecz siostry zakonnej s.s. Józefitek w Kluczborku - Józefy Uszkowskiej, posiadającej kwalifikacje rolnicze. Kościół w dalszym ciągu nie mógł tej ziemi otrzymać, ponieważ nie posiadał do tego celu żadnych uprawnień. Dopiero zryw robotniczy sierpnia 1980 roku przyspieszył tryb załatwiania powyższej sprawy. Wreszcie na przejęcie wspomnianej ziemi od siostry Józefy Uszkowskiej parafia otrzymała zezwolenie z Urzędu Wojewódzkiego w Opolu 20 czerwca 1981 roku.
W okresie kiedy załatwiane były formalności przejęcia ziemi pod budowę kościoła od siostry Józefy Uszkowskiej, ks. Jan Bagiński wystąpił do Urzędu Miasta i Gminy w Kluczborku w sprawie wydania informacji o terenie przeznaczonym pod budowę nowego kościoła i obiektów towarzyszących kościołowi. Pismo zaopiniowano pozytywnie w Urzędzie Miasta i Gminy i wysłano do Wojewódzkiego Biura Planowania Przestrzennego w Opolu. Załatwianie tej sprawy trwało długo, dopiero interwencja ks. Jana Bagińskiego pismem z 20 sierpnia 1981 roku dała odpowiedni rezultat.
Przeszło siedem lat trwały starania u władz państwowych o zezwolenie na budowę kościoła w nowo powstającej dzielnicy Kluczborka, rozpoczęte przez ks.Zygmunta Curzydło, a kontynuowane nadal przez jego następcę ks.Jana Bagińskiego. W okresie odnowy o zezwolenie to wystąpili robotnicy „FAMAKU” i PKP Kluczbork zrzeszeni w NSZZ „Solidarność” i zezwolenie na tę budowę wydał wojewoda opolski Tadeusz Musiali decyzją z 6 kwietnia 1981 roku.
17 czerwca 1981 r. parafia Matki Bożej Wspomożenia Wiernych w Kluczborku zwróciła się do Urzędu Wojewódzkiego w Opolu o przekwalifikowanie posiadanych już gruntów rolnych na cele nierolnicze, które miałyby być wydzielone pod budowę kościoła. Wystąpienie to zostało pozytywnie zaopiniowane przez Urząd Miasta i Gminy w Kluczborku 5 października 1981 roku. Na tej podstawie wojewoda opolski wydał decyzję zezwalającą wydzielenie ziemi pod budową kościoła w Kluczborku. Rok później, 25 sierpnia 1982, Urząd Miasta i Gminy w Kluczborku wydał decyzję pozwalającą na budowę kościoła wraz z obiektami towarzyszącymi na terenie położonym przy ulicy XXX - lecia PRL (obecnie Jana Pawła II) w Kluczborku.

### Budowa i konsekracja kościoła
19 października 1982 roku rozpoczęto prace budowlane. Do końca 1982 r. postawiono część murów kanału ogrzewczego opasującego kościół i postawiono mury piwniczne plebanii.
W I półroczu 1983 roku zakończono budowę kanału grzewczego, zostały postawione fundamenty pod boczne kaplice i salki katechetyczne. Stanęły mury i stropy dla garaży i warsztatów pomocniczych. W stanie surowym wybudowano plebanię wraz z biurami parafialnymi. W II półroczu wzniesiono mury parterowe dla salek katechetycznych i dla zakrystii, stanęły mury bocznych kaplic kościoła, natomiast mury kościoła zostały wyprowadzone do wysokości tych kaplic.
6 listopada 1983 roku nastąpiło wmurowanie kamienia węgielnego. Kamień węgielny został przywieziony z Bazyliki Bożego Grobu w Jerozolimie.  
W grudniu 1984 brygada Augustyna Waliczka i brygada Mariana Polenczyka z „Famaku” wykonały krzyż stalowy o wysokości 10 m, który miał stanąć na wieży budującego się kościoła.
Po jeszcze kolejnych 3 latach budowa kościoła dobiegła końca. Uroczystość konsekracji kościoła i kanoniczne wprowadzenie proboszcza odbyły się w niedzielę 28 czerwca 1987 roku. W uroczystości tej brało udział, oprócz parafian, 90 kapłanów na czele z konsekratorem ks. biskupem Janem Bagińskim.
Po prawie 5 latach budowy nowo powstałe „osiedle północne” miało swój kościół parafialny pw. Najświętszego Serca Pana Jezusa.

## Architektura
Świątynia została zaprojektowana jako jednoprzestrzenne wnętrze na planie tzw. odwróconego kwadratu, z bocznymi kaplicami po lewej i prawej stronie, o ścianach przedzielonych żelbetonowymi filarami i szkłem.
Zbudowana jest na niewielkim wzniesieniu, wyróżnia się nowoczesną bryłą. Jej fasada jest rozczłonkowana pionowymi żelbetonowymi ryzalitami, stopniowo wznoszącymi się i ułożonymi symetrycznie po obu skrajach głównej osi elewacji, a połączonymi murem ceglanym w górnej, a szkłem w środkowej i dolnej części.
Do kościoła prowadzi trójdzielne wejście główne, nakryte niewielkim zadaszeniem wspartym na dwóch kwadratowych słupach. Powyżej na czołowym ryzalicie zakończonym szczytem, jest płaskorzeźba przedstawiająca wizerunek Chrystusa z Całunu Turyńskiego, a wykonana przez artystę plastyka Piotra Grzegorka.
Nad bryłą świątyni góruje, wzniesiona w tylnej części budynku, wieża kościelna o wysokości ponad 26 metrów, z ażurowym szczytem mieszczącym dzwony, a zwieńczonym stalowym krzyżem o wysokości 10 m.
Z obu stron do głównej części przylegają niższe o połowę „skrzydła” bocznych kaplic utworzone z żelbetonowych odcinków muru z wystającymi przyporami, wypełnione dużymi oknami witrażowymi. Lewe skrzydło przechodzi w zabudowania parafialno-katechetyczne, otaczające kościół również od tyłu.
Kościół oddzielony jest od przebiegającej obok ulicy, tarasowo rozłożonym terenem zielonym z nasadzonymi drzewami szpilkowymi i ozdobnymi krzewami, otaczających plac kościelny.

## Wnętrze i wyposażenie kościoła

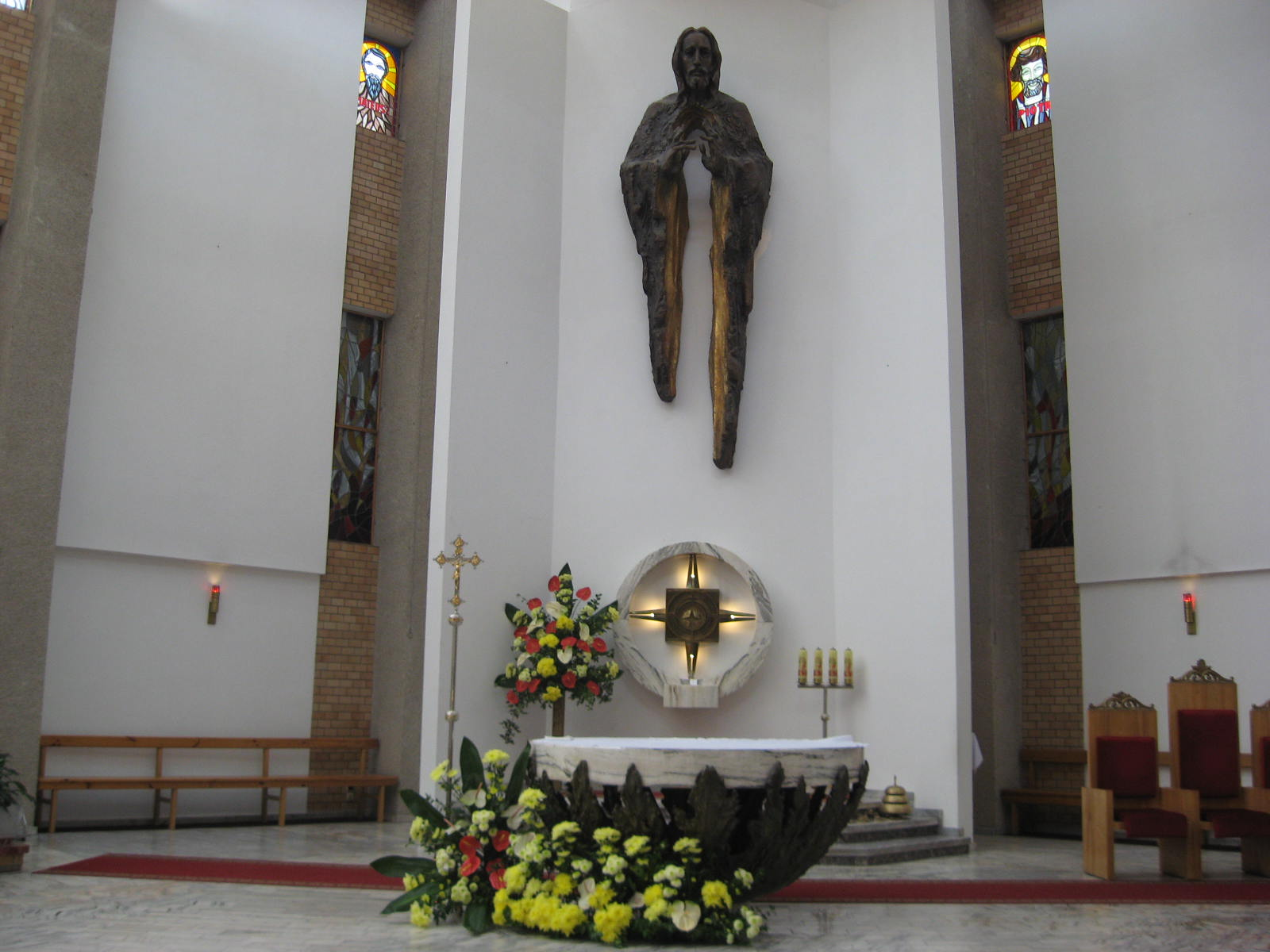
Prezbiterium

### Prezbiterium
Prezbiterium osadzone jest na tzw. odwróconym kwadracie, który poszerzony jest o dwie trójkątne kaplice. Na wprost drzwi wejściowych usytuowany jest ołtarz główny, tabernakulum oraz figura Najświętszego Serca Pana Jezusa.
Figura Chrystusa przedstawia postać zawieszoną w przestrzeni. Środek postaci to gładka świetlistość formy „obiecująca ludziom ciepło i nadzieję”.
Tabernakulum otoczone jest białym, marmurowym kręgiem, wewnątrz którego wpisane są jakby wskazówki kompasu. Forma świetlistego krzyża otoczonego kołem sygnalizuje „tajemnicę Odkupienia nas przez Krzyż”. Tabernakulum zaprojektował Zygmunt Brachmański, okrąg marmurowy został wykonany w zakładzie kamieniarskim w Katowicach, zaś samo tabernakulum zostało zrobione w warsztacie Kopycioka w Katowicach.
Mensa ołtarza jest okrągła, o średnicy 2 metrów i jest wykonana z białego marmuru, osadzonego na mosiężnej rzeźbie.
Ambonka znajduje się  po prawej stronie ołtarza. Prosta w swoim kształcie, wykonana z białego marmuru, pasująca w stylu do całego wnętrza. Wykonał ją, jak również balaski marmurowe, Marian Kwieciński - kamieniarz z Ligoty Górnej według projektu Zygmunta Brachmańskiego.
Z lewej strony prezbiterium zlokalizowano miejsce, gdzie udziela się sakramentu chrztu – baptysterium. Chrzcielnica została wykonana według projektu śląskiego artysty plastyka - Zygmunta Brachmańskiego (który również zaprojektował całe prezbiterium i wykonał figurę Serca Pana Jezusa). Bloki z granitu cięto w zakładzie p. Mariana Kwiecińskiego w Ligocie Górnej. Naczynie mosiężnej chrzcielnicy w kształcie kuli wykonano w pracowni metaloplastyki Kopycioka w Katowicach. Górna połowa zwieńczona jest falą symbolizującą rzekę Jordan.
Figura Matki Bożej stanęła w kościele 13 października 2002 roku. Została przywieziona z Portugalii. Wykonana jest z drzewa cedrowego, ma 140 centymetrów wysokości.

### Kaplica Matki Bożej

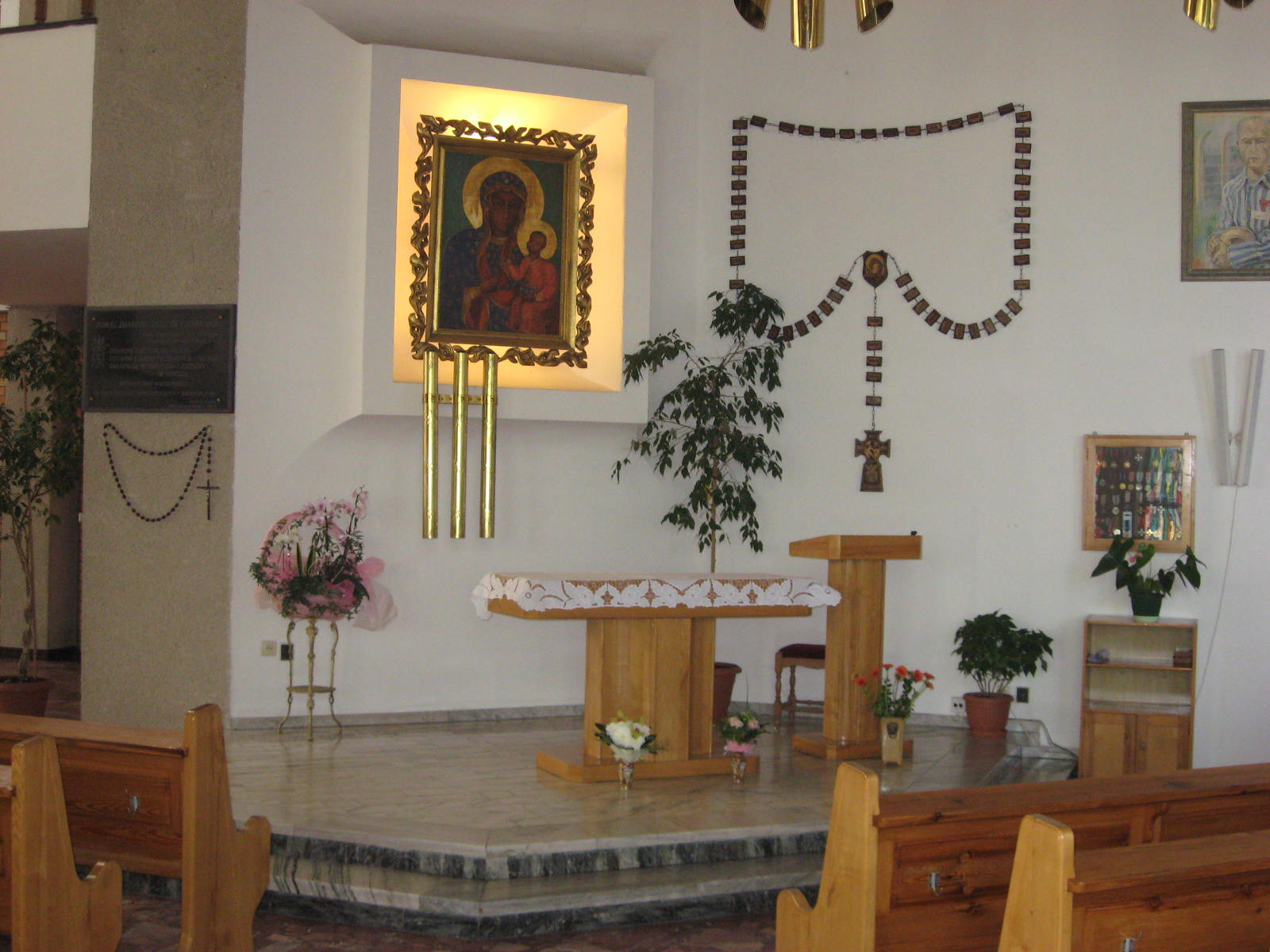
Kaplica Matki Bożej

Wnętrze kaplicy zostało zaprojektowane przez artystę plastyka z Katowic - Zygmunta Brachmańskiego. Obraz Matki Bożej Częstochowskiej namalowała jego żona, również artysta plastyk. Został on umieszczony w ozdobnej ramie złoconej, a także specjalnie przygotowanym narożniku z wypustem ze ściany.
W kaplicy został umieszczony stół ołtarzowy i ambonka, wykonane przez Henryka Hawrota.
Obok obrazu umieszczono w osobnej gablotce medale, które kombatanci wojenni otrzymali za walkę o wolność ojczyzny. Z inicjatywy żołnierzy Światowego Związku Armii Krajowej został ufundowany wiszący tu obraz św. Maksymiliana Marii Kolbego.

### Witraże
Witraże zamontowano we wszystkich oknach kościoła.
Po prawej i lewej stronie figury Pana Jezusa znajdują się witraże przedstawiające dwunastu apostołów. W oknach, nad stacjami drogi krzyżowej, umieszczone są witraże przedstawiające motyw roślinny. Nad kaplicą Matki Bożej zobaczyć można witraże z wizerunkami św. Łukasza, św. Marka i św. Józefa oraz św. Anny i św. Teresy Benedykty od Krzyża. Kaplica Matki Bożej ozdobiona jest witrażami przedstawiającymi tajemnice różańcowe. Nad kaplicą spowiedzi widnieją witraże św. Pawła, św. Franciszka, św.Antoniego z Padwy, św.Jadwigi Królowej i św.Faustyny Kowalskiej. W kaplicy spowiedzi zobaczyć możemy witraże przedstawiające tajemnice bolesne oraz witraż przedstawiający złożenie do grobu Pana Jezusa. W oknie nad wejściem bocznym jest witraż z uśmiechniętą twarzą św. Ojca Pio.

### Organy
Początkowo w 1987 roku zakupiono tzw. fisharmonię czyli organy Hamonda.
Właściwy instrument został sprowadzony z Niemiec w 1992 roku. Stało się to za sprawą Franciszka Fűcknera, mieszkańca Niemiec. W kościele zostały zainstalowane organy „Boehm Sacral 4000”. Koszt organów wyniósł wówczas 26,5 tys. marek (w czasie kupowania organów w Niemczech obowiązywała jeszcze marka niemiecka).
Na przełomie jesieni i zimy 2008 roku, po 16 latach użytkowania nastąpiła awaria instrumentu. Kościół został wyposażony w nowy instrument Praeludium V D firmy Ahlborn Orgel wraz z prospektem piszczałkowym za cenę 80 tys. złotych. Posiada on trzy manuały, pedał nożny, 48 głosów, każdy w trzech barwach. Instrument stanął na chórze z końcem stycznia 2009 roku.

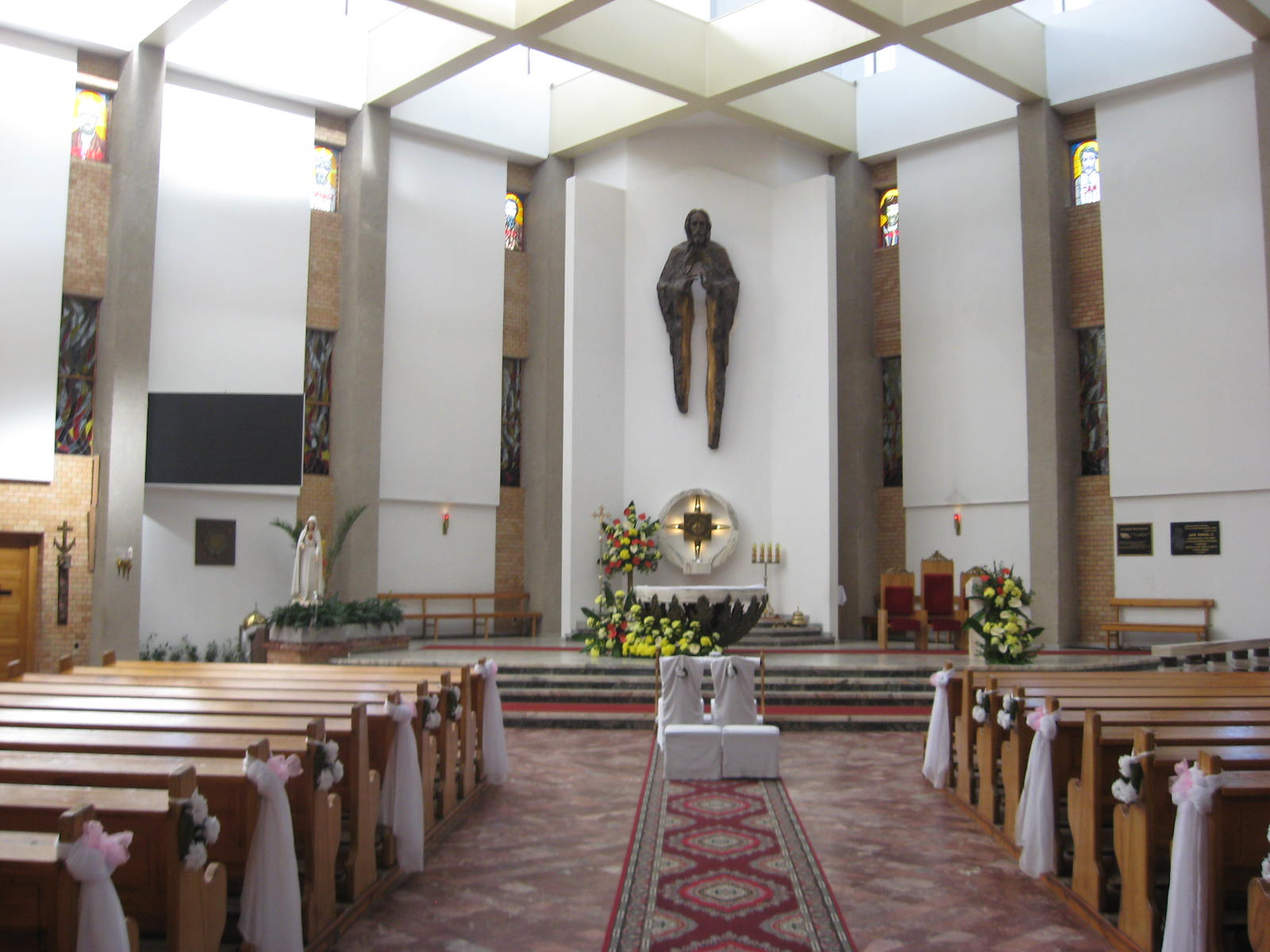
Nawa

### Dzwony
Na kościelnej wieży wiszą cztery dzwony. Zostały odlane w latach 1987-1990.
|                  | Imię                    | Waga     | Ton uderzeniowy | Rok odlania | Odlewnia                              |
| ---------------- | ----------------------- | -------- | --------------- | ----------- | ------------------------------------- |
| Mały dzwon       | św. Jadwiga             | ~190 kg  | e" (-)          | 1989        | Wacław i Tadeusz Felczyńscy, Taciszów |
| Średni dzwon     | św. Zygmunt             | ~450 kg  | a'              | 1988        | Wacław i Tadeusz Felczyńscy, Taciszów |
| Duży dzwon       | św. Jan Chrzciciel      | ~850 kg  | f' (+)          | 1987        | Wacław i Tadeusz Felczyńscy, Taciszów |
| Największy dzwon | Niepokalane Serce Maryi | ~1450 kg | dis' (+)        | 1990        | Wacław i Tadeusz Felczyńscy, Taciszów |

### Nawa
Nawa to środkowa część kościoła łącząca przedsionek z prezbiterium. Drewniane ławki zaprojektował Zygmunt Brachmański, a wykonała je firma z Rybnika. Natomiast te, które stoją w obu kaplicach, są autorstwa Henryka Hawrota.